# San Sebastiano (Perugino Louvre)
San Sebastiano è un dipinto a olio su tavola di quercia (176x116 cm) di Pietro Perugino, databile al 1495 circa  e conservato nel Museo del Louvre a Parigi.

## Storia
La tavola è forse quella indicata nell'inventario della collezione Barberini a Roma nel XVII secolo. Come noto, tale collezione venne dispersa ed esportata all'estero nel XIX secolo. Il San Sebastiano venne acquistato dal Louvre nel 1896.

## Descrizione e stile
Il martirio di san Sebastiano, militare romano condannato per via della sua fede cristiana alla crivellatura di frecce, avviene al di sotto di una loggia classica, con pilastri decorati da grottesche (precocemente viste dall'artista a Roma) e con richiami alla rovina dell'edificio (una volta e un pilastro rotti a sinistra), che ricordano la fine del mondo pagano in cui la scena è idealmente ambientata; oltre la transenna marmorea dello sfondo, dove converge il pavimento a riquadri scorciato in prospettiva, si apre un dolcissimo paesaggio di colline punteggiate da sottili alberelli, che sfuma delicatamente in lontananza per effetto della foschia.
Il santo campeggia in primo piano al centro del dipinto, creando una composizione fortemente simmetrica. È legato a una colonna di porfido rosso e il suo corpo nudo ha un modellato di una bellezza ideale ispirata sicuramente alla statuaria antica, come il Doriforo di Policleto. A parte il sottile e semitrasparente perizoma, il santo è nudo, con lo sguardo rivolto languidamente al cielo secondo uno schema ormai ben consolidato nell'arte del pittore, conosciuto per la prima volta nell'affresco di San Sebastiano tra i santi Rocco e Pietro di Cerqueto, presso Perugia.
In basso la tavola presenta l'iscrizione "SAGITTAE. TUAE.INFIXAE. SUNT. MICHI", dal Salmo 37.
L'illuminazione è chiara e dolcemente soffusa, sia nel paesaggio, che schiarisce verso l'orizzonte secondo l'esempio fiammingo filtrato dai fiorentini, sia nel modellato del corpo, reso con un'attenzione anatomica di grande realismo.
Esiste una versione pressoché identica dell'opera nel Museo d'Arte di San Paolo in Brasile, dove mancano solo l'iscrizione e le architetture in rovina, ritenuta generalmente una copia autografa dell'artista di una decina d'anni successiva.